# La mossa del cavallo - C'era una volta Vigata
La mossa del cavallo - C'era una volta Vigata è un film per la televisione italiano del 2018, diretto da Gianluca Maria Tavarelli. 

## Trama
Nella Sicilia del 1877, a Montelusa, giunge il nuovo ispettore capo ai mulini Giovanni Bovara, dopo le misteriose morti dei suoi colleghi, con il difficile compito di inviduare i grandi evasori dell'invisa tassa sul macinato.
Nativo di Vigata, ma ligure d'adozione, il solerte ispettore scopre, attraverso le sue indagini, l'ingegnoso raggiro di insospettabili notabili del paese ai danni dello Stato.
Testimone di un omicidio, Bovara viene accusato di esserne lui il colpevole, con prove inoppugnabili. Solo giocando d'astuzia riuscirà a salvarsi, lasciando il caso giudiziario senza colpevoli.

## Ascolti
| n° | Prima TV Italia  | Telespettatori | Share |
| -- | ---------------- | -------------- | ----- |
| 1  | 26 febbraio 2018 | 7 966 000      | 32,3% |

## Produzione
Prodotto da Rai Fiction e Palomar è stato trasmesso da Rai 1 il 26 febbraio 2018. Fa parte del ciclo C'era una volta Vigata.
È la prima trasposizione televisiva del romanzo storico dello scrittore Andrea Camilleri La mossa del cavallo, pubblicato nel 1999. Il film TV è diretto da Gianluca Maria Tavarelli e scritto da Andrea Camilleri insieme a Francesco Bruni e Leonardo Marini.